# Salcedo (Ekwador)
Salcedo – miasto w Ekwadorze, w prowincji Cotopaxi, stolica kantonu Salcedo.

## Opis
Miejscowość została założona w 1573 roku. Przez miasto przebiega droga krajowa E35 i linia kolejowa. Patronem miasta jest św Michał Archanioł.